# مونجو جيري (فريق روك)

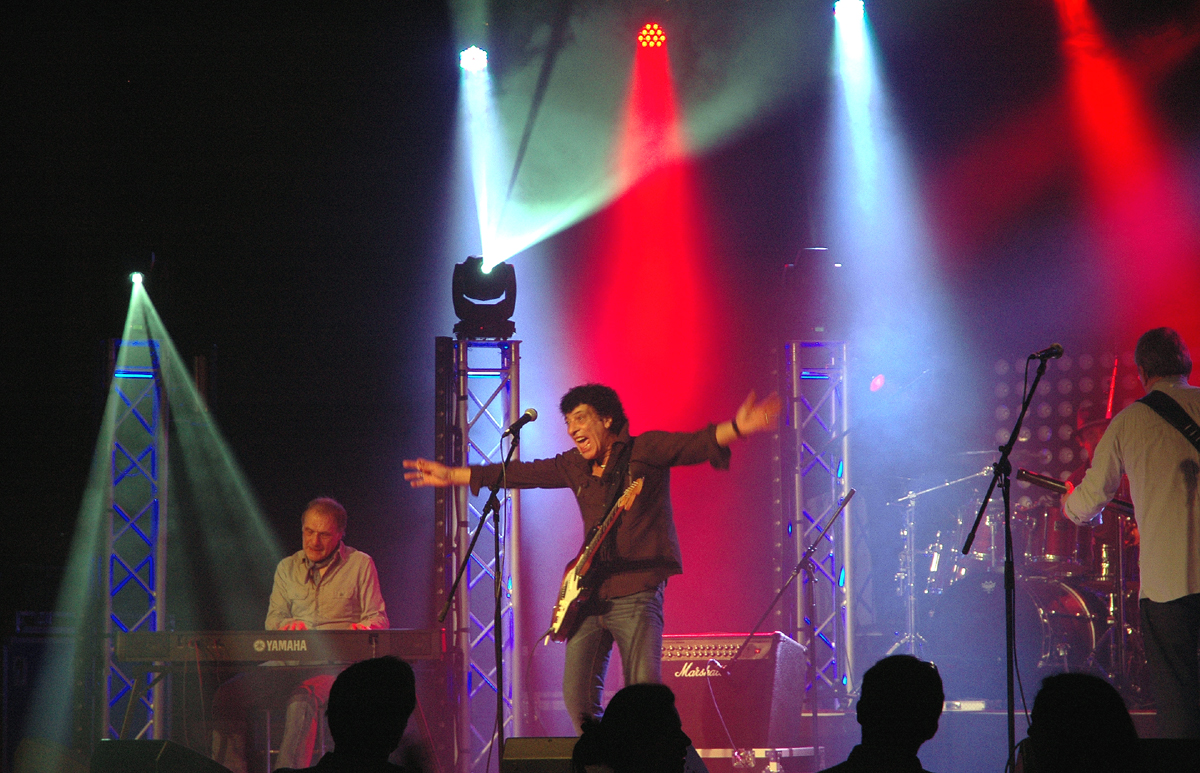
فريق مونجو جيري

مونجو جيري (بالإنجليزية: Mungo Jerry) فريق روك بريطاني حقق أكبر نجاح له في أوائل السبعينيات، بتشكيلات متغيرة، ولطالما كان راي دورست Ray Dorset في المقدمة. اسم المجموعة مستوحى من قصيدة «مونجوجيري ورامبلتيزر Mungojerrie and Rumpleteazer»، من كتاب تي إس إليوت القديم للقطط العملية Old Possum's Book of Practical Cats. كان أكبر نجاح للفريق هو أغنية "في الصيف"، وصعد الفريق بتسعة أغاني فردية على قوائم المملكة المتحدة، بما في ذلك أغنيتان في المركز الأول، وخمسة أغاني على قائمة أفضل 20 أغنية في جنوب إفريقيا.

## الأعضاء الأصليين للفريق
راي دورست: غناء، وجيتار (الوحيد الباقي في الفريق)
كولين إيرل: بيانو
بول كينج: بانجو، وإبريق (ينفخ العازف في ابريق من فخار ليخرج صوت  صفير)
مايك كول: جيتار باس

## أشهر أغاني الفريق في المملكة المتحدة
في الصيف 1970 (المركز الأول) In the Summertime
قفزة الطفل 1971 (المركز الأول) Baby Jump
ليدي روز  1971 (المركز الخامس) Lady Rose
ليس عليك أن تكون في الجيش للقتال في الحرب 1971 (المركز 13) You Don't Have to Be in the Army to Fight in the War
افتح 1972 (المركز 21) Open up
حسنًا، حسنًا، حسنًا 1973 (المركز الثالث) Alright, Alright, Alright
الحب البري 1973 (المركز 32) Wild Love
امرأة طويلة السيقان بلباس أسود 1974 (المركز 13) Long Legged Woman Dressed in Black

## وصلات خارجية
https://www.mungojerry.com/ مونجو جيري (فريق روك)
https://www.allmusic.com/artist/mungo-jerry-mn0000933633 مونجو جيري (فريق روك)
https://www.discogs.com/artist/285204-Mungo-Jerry مونجو جيري (فريق روك)
https://www.theguardian.com/music/2020/aug/10/how-we-made-mungo-jerry-in-the-summertime مونجو جيري (فريق روك)
https://www.youtube.com/watch?v=wvUQcnfwUUM مونجو جيري (فريق روك)